# 2003 UX292
2003 UX292 est un objet transneptunien mal connu, faisant partie des cubewanos.

## Caractéristiques
2003 UX292 mesure environ 300 km de diamètre.